# Cerro Escuingo
Cerro Escuingo är en ort i Mexiko.   Den ligger i kommunen Juchique de Ferrer och delstaten Veracruz, i den sydöstra delen av landet, 260 km öster om huvudstaden Mexico City. Cerro Escuingo ligger 361 meter över havet och antalet invånare är 149.
Terrängen runt Cerro Escuingo är kuperad åt nordost, men åt sydväst är den bergig. Runt Cerro Escuingo är det ganska tätbefolkat, med 75 invånare per kvadratkilometer. Närmaste större samhälle är Misantla, 20,0 km nordväst om Cerro Escuingo. I omgivningarna runt Cerro Escuingo växer i huvudsak städsegrön lövskog.